# 7층
《7층》(Seventh Floor)은 오스트레일리아에서 제작된 이안 배리 감독의 1994년 스릴러 영화이다. 브룩 쉴즈 등이 주연으로 출연하였고 크리스 브라운 등이 제작에 참여하였다.

## 출연

### 주연
- 브룩 쉴즈

### 조연
- 가토 마사야
- 린다 크로퍼
- 크레이그 피어스

## 기타
- 미술: 로저 포드
- 의상: 테리 라이언